# Cairpre mac Laidcnén
Cairpre mac Laidcnén (mort en 793) est roi des Uí Cheinnselaigh du sud Leinster. Il est issu du sept Sil Chormaic de cette lignée du Laigin et particulièrement de la branche qui contrôle le Uí Dróna - c'est-à-dire les baronnies d'Idrone dans l'actuel Comté de Carlow. Son dernier ancêtre paternel à avoir occupé le trône est son arrière arrière grand-père Crundmáel Erbuilc (mort en 655) Il est le frère de  Donngal mac Laidcnén (mort en 761) et de Dub Calgaid mac Laidcnén (mort en 769). Il règne  de 778 à 793.

## Règne
En 780 une guerre éclate entre le Laigin et l'Ard ri Erenn Donnchad Midi mac Domnaill. Caipre coopère pendant le conflit avec le roi de Leinster Ruaidrí mac Fáeláin (mort en 785) des Uí Dúnlainge mais ils sont défaits lors de la Bataille d' Óchtar Ocha  à Kilcock, près der Kildare. Donnchad les poursuit avec ses troupes, et dévaste et brûle une grande partie de leurs domaines sans épargner les églises. Toutefois cette bataille est également associée avec le site  de Kells dans le comté de Meath et semble avoir été dans ce cas une offensive du Laigin qui a échoué.
En 782 Caipre semble avoir donné son soutien à Bran Ardchenn mac Muiredaig (mort en 795) dans son conflit pour le trône du Leinster contre
Ruaidrí. Bran est défait et capturé lors de la Bataille de Curragh (près de Kildare). le frère de Cairprer, Dub dá Crích, est tué en combattant pour  Bran.

## Sources
- Annales d'Ulster sur  at University College Cork
- (en) Gearoid Mac Niocaill (1972), Ireland before the Vikings, Dublin: Gill and Macmillan
- Livre de  Leinster, Rig Hua Cendselaig sur  at University College Cork